# 72037 Castelldefels
72037 Castelldefels è un asteroide della fascia principale. Scoperto nel 2000, presenta un'orbita caratterizzata da un semiasse maggiore pari a 2,2038377 UA e da un'eccentricità di 0,1857470, inclinata di 4,44432° rispetto all'eclittica.
L'asteroide è dedicato all'omonima località spagnola.